# Словачка Република (1939—1945)
Словачка Република (слч. Slovenská republika) је назив за бившу независну непризнату државу која је постојала од 1939. до 1945. године на подручју данашње Словачке. Формирана је након поделе Чехословачке, чије су остале делове окупирале и анектирале Нацистичка Немачка и Хортијева Мађарска. За разлику од чешких земаља, које је анектирао Немачки Рајх, Словачкој је призната самосталност, иако је јужне делове Словачке, заједно са Карпатском Рутенијом, анектирала Мађарска. Хитлер се одлучио да дозволи формирање независне Словачке и због тога да би помоћу ове државе обуздао максималистичке великомађарске захтеве и успоставио политичку равнотежу у региону. Након пораза сила Осовине у рату, независна Словачка Република престаје да постоји и њена територија је укључена у обновљену Чехословачку.

## Назив
Званични назив државе био је Словачка Држава (словачки: Slovenský štát) од 14. марта до 21. јула 1939. (до усвајања Устава) и Словачка Република (словачки: Slovenská republika) од 21. јула 1939. до краја априла 1945. Ова држава се често назива Првом Словачком Републиком (словачки: prvá Slovenská republika) да би се разликовала од савремене (Друге) Словачке Републике, која се не сматра њеним правним наследником. Назив „Словачка Држава“ коришћен је у колоквијалном говору, али термин „Прва Словачка Република“ употребљаван је чак и у енциклопедијама написаним током послератног комунистичког периода.

## Стварање
Након Минхенског споразума, Словачка је стекла аутономију унутар Чехословачке и изгубила је своје јужне територије у корист Мађарске на Првој бечкој арбитражи. Док је нацистички фирер Адолф Хитлер припремао мобилизацију на чешку територију и стварање свог Протектората Чешке и Моравске, имао је различите планове за Словачку. Мађари су мађарске званичнике у почетку погрешно обавештавали да Словаци желе да се придруже Мађарској. Немачка је одлучила да од Словачке направи засебну марионетску државу под утицајем Немачке и потенцијалну стратешку основу за немачке нападе на Пољску и друге регионе.
Хитлер је 13. марта 1939. позвао монсињора Јозефа Тисоа (словачког бившег премијера којег су чехословачке трупе свргнуле неколико дана раније) у Берлин и позвао га да прогласи независност Словачке. Хитлер је додао да, ако Тисо не пристане, неће бити заинтересован за судбину Словачке и препуштаће је територијалним претензијама Мађарске и Пољске. Током састанка, Јоахим фон Рибентроп проследио је извештај тврдећи да се мађарске трупе приближавају словачким границама. Тисо је сам одбио да донесе такву одлуку, након чега му је Хитлер дозволио да организује састанак словачког парламента којим би се одобрила независност Словачке.
Словачки парламент је 14. марта сазвао и саслушао Тисоов извештај о његовој дискусији са Хитлером, као и о могућем проглашењу независности. Неки од посланика били су скептични према таквом потезу, између осталог и због чињенице да су се неки бринули да ће словачка држава бити премала и са јаком мађарском мањином. Расправа је брзо доведена до врхунца када је Франц Кармашин, лидер немачке мањине у Словачкој, рекао да ће свако одлагање проглашења независности довести до поделе Словачке између Мађарске и Немачке. У овим околностима, Парламент је једногласно прогласио словачку независност, стварајући тако прву словачку државу у историји. Јозеф Тисо именован је за првог премијера нове републике. Следећег дана, Тисо је послао телеграм (који је заправо састављен претходног дана у Берлину) тражећи од Рајха да преузме заштиту новостворене државе. Захтев је одмах прихваћен.

## Словачка војска

### Рат са Мађарском
Мађарска, која је већ окупирала Карпатску Украјину, је 23. марта 1939. године напала одатле Словачку, и новооснована Словачка Република била је присиљена да уступити Мађарској 1.697 квадратних километара територије са око 70.000 људи пре почетка Другог светског рата.

### Словачке снаге током кампање против Пољске (1939)
Словачка је била једина држава Осовине поред Немачке која је учествовала у инвазији на Пољску. Са надолазећом немачком инвазијом на Пољску планираном за септембар 193, Врховна команда Вермахта (ОКВ) затражила је помоћ Словачке. Иако је словачка војска имала само шест месеци, формирала је малу покретну борбену групу која се састојала од одређеног броја пешадијских и артиљеријских батаљона. Две борбене групе су створене за кампању у Пољској да дејствују заједно са Немцима. Прва група била је формација величине бригаде која се састојала од шест пешадијских батаљона, два артиљеријска батаљона и чете борбених инжењера, којима је командовао Антонин Пуланич. Друга група је била покретна формација која се састојала од два батаљона комбинованих коњичких и мотоциклистичких извиђачких трупа, заједно са девет моторизованих артиљеријских батерија, којима је свима командовао Густав Малар. Две групе су се јавиле у седиште 1. и 3. словачке пешадијске дивизије. Две борбене групе бориле су се док су се пробијале кроз планинске прелазе Нови Сонч и Дукла, напредујући према Дембици и Тарнову у региону јужне Пољске.

### Словачке снаге током кампање против Совјетског Савеза
Словачка војска је учествовала у рату на Источном фронту против Совјетског Савеза. Словачка експедициона армијска група од око 45.000 војника ушла је у Совјетски Савез убрзо након немачког напада. Овој војсци је недостајала логистичка и транспортна подршка, па је од јединица изабраних из ове снаге формирана много мања јединица, словачка Мобилна команда (Пилфушекова бригада), остатак словачке војске пребачен је на задатке обезбеђења. Словачка покретна команда била је прикључена немачкој 17. армији (као што је била и мађарска Карпатска група), а недуго затим предата је директној немачкој команди, јер је Словацима недостајала командна инфраструктура за вршење ефикасне оперативне контроле. Ова јединица се борила са 17. армијом до јула 1941. године, укључујући и Уманску битку.
Почетком августа 1941. словачка покретна команда је распуштена и уместо ње формиране су две пешадијске дивизије од словачке експедиционе армијске групе. Словачка 2. дивизија била је безбедносна дивизија, али словачка 1. дивизија била је фронтална јединица која се борила у кампањама 1941. и 1942. године, достигавши подручје Кавказа са Групом армија Б. Словачка 1. дивизија тада је делила судбину немачких јужних снага, изгубивши своју тешку опрему на кубанском мостобрану, а затим су тешко оштећене у близини Мелитопоља на југу Украјине. У јуну 1944. остатак дивизије, који се због ниског морала више није сматрао способним за борбу, разоружан је а особље је распоређено на грађевинским радовима, што је из истог разлога већ задесило словачку 2. дивизију.

### Словачки национални устанак
У Словачком националном устанку 1944. многе словачке јединице стале су на страну словачког отпора и побуниле се против Тисове колаборационистичке владе, док су друге помогле немачким снагама да угуше устанак.

## Међународни односи
Словачка Република је од почетка била под утицајем Немачке. Такозвани „уговор о заштити“ (Уговор о заштитном односу између Немачке и Словачке Државе), потписан 23. марта 1939, делимично је подредио словачку спољну, војну и економску политику Немачкој. Немачки Вермахт основао је такозвану „заштитну зону“ у западној Словачкој у августу 1939. У јулу 1940. на конференцији у Салцбургу, Немци су изнудили реконструкцију словачког кабинета претећи повлачењем својих заштитних гаранција.
Словачко-споразум о трговини и пловидби потписан је у Москви 6. децембра 1940.
Најтежи спољнополитички проблем државе били су односи са Мађарском, која је Првом бечком арбитражом од 2. новембра 1938. године припојила трећину словачке територије. Словачка је покушала да постигне ревизију Бечке арбитраже, али Немачка то није дозволила. Такође су постојале сталне свађе око мађарског третмана Словака који су живели у Мађарској..
Након учешћа Словака у инвазији Осовине на Пољску у септембру 1939. године, прилагођавање граница повећало је географски опсег Словачке Републике у областима Ораве и Спиша, присвајајући територију под пољском контролом.
Проглас о хрватско-румунско-словачком пријатељству створен је 1942. године с циљем заустављања даљег ширења Мађарске. Може се упоредити са Малом Антантом.

## Карактеристике
У границама Словачке Државе живело је 2,6 милиона људи 1939. године, а 85 процената су се изјаснили као Словаци на попису становништва 1938. године. Мањине су чинили Немци (4,8 одсто), Чеси (2,9 одсто), Русини (2,6 одсто), Мађари (2,1 одсто), Јевреји (1,1 одсто) и Роми (0.9 одсто). Седамдесет и пет процената Словака били су католици, а већина остатка припадала је лутеранској и гркокатоличкој цркви. Око 50% становништва бавило се пољопривредом. Држава је била подељена на шест региона (жупанија), 58 округа и 2.659 општина. Престоница Братислава имала је преко 140.000 становника.
Држава је наставила правни систем Чехословачке, који је модификован само постепено. Према Уставу из 1939. године, „председник“ (Јозеф Тисо) је био шеф државе, „Скупштина Републике Словачке“ бирана је на пет година и била је највише законодавно тело (међутим, нису одржани општи избори), а „Државно веће“ је обављало дужности сената. Влада са осам министарстава била је извршно тело.
Словачка Република била је тоталитарна држава у којој је немачки притисак резултирао усвајањем многих елемената немачког нацизма. Неки историчари су словачки режим од 1939. до 1945. године окарактерисали као клерофашизам. Влада је издала низ антисемитских закона, забрањујући Јеврејима учешће у јавном животу, а касније је подржала њихову депортацију у концентрационе логоре које је Немачка подигла на пољској територији. Једине дозвољене политичке странке биле су доминантна Хлинкина словачка народна партија и две мање отворено фашистичке странке, а то су Мађарска национална партија која је представљала мађарску мањину и Немачка партија која је представљала немачку мањину.

## Административна подела
Словачка Република је од 1. јануара 1940. била подељена на 6 региона и 58 округа. Постојећи подаци о становништву потичу из истог времена:
1. Братиславски крај (свк. Bratislavská župa), 3,667 km², са 455.728 становника и 6 округа: Братислава, Малацки, Модра, Сењица, Скалица, и Трнава.
2. Њитрански крај (свк. Nitrianska župa), 3,546 km², са 335,343 становника, и 5 округа: Хлоховец, Њитра, Прјевидза, Топољчани, и Злате Моравце.
3. Тренчински крај (свк. Trenčianska župa), 5,592 km², са 516,698 становника, и 12 округа: Бановце на Бебрави, Чадца, Илава, Кисуцке Нове Место, Мијава, Ново Место на Ваху, Пјештјани, Повашка Бистрица, Пухов, Тренчин, Битча, и Жилина.
4. Татрањски крај (свк. Tatranská župa), 9,222 km², са 463,286 становника, и 13 округа: Долни Кубин, Гелњица, Кежмарок, Љевоча, Липтовски Микулаш, Наместово, Попрад, Ружомберок, Спишка Нова Вес, Спишка Стара Вес, Стара Љубовња, Трстена, и Мартин.
5. Шаришко-земплињски крај (свк. Šarišsko-zemplínska župa), 7,390 km², са 440,372 становника, и 10 округа: Бардјејов, Гиралтовце, Хумење, Медзилаборце, Михаловце, Прешов, Сабинов, Стропков, Требишов, и Вранов на Топлој.
6. Хронски крај (свк. Pohronská župa), 8,587 km², са 443,626 становника, и 12 округа: Банска Бистрица, Банска Штјавњица, Брезно над Хроном, Добшина, Хнуштја, Кремњица, Крупина, Ловинобања, Модри Камењ, Нова Бања, Ревуца, и Звољен.

## Холокауст
Убрзо након независности, заједно са масовним прогонством и депортацијом Чеха, Словачка Република започела је низ мера усмерених против Јевреја у земљи. Хлинкина гарда почела је да напада Јевреје, а „Јеврејски законик“ је усвојен у септембру 1941. Налик Нирнбершким законима, законик је тражио да Јевреји носе жуту траку, а забрањивао им је венчање и обављање многих послова. До октобра 1941. године, 15.000 Јевреја је протерано из Братиславе, многи су послати у радне логоре.
Словачка Република била је једна од земаља која се сложила да депортује своје Јевреје као део нацистичког коначног решења. Првобитно је словачка влада покушала да склопи договор са Немачком у октобру 1941. године да депортује своје Јевреје као замену за пружање помоћи словачким радницима у ратним напорима. После Ванзејске конференције, Немци су се сложили са словачким предлогом и постигнут је договор где ће Словачка Република платити за сваког депортованог Јевреја, а, заузврат, Немачка је обећала да се Јевреји никада неће вратити у Републику. Почетни услови били су за „20.000 младих, јаких Јевреја“, али словачка влада је брзо пристала на немачки предлог да се цело становништво депортује ради „евакуације на источне територије“, што је значило у логор Аушвиц.
Депортације Јевреја из Словачке започеле су 25. марта 1942, али су заустављене 20. октобра 1942 након што је група јеврејских грађана, предвођена Жизелом Флајшман и рабином Вајсмандлом, изградила коалицију забринутих званичника Ватикана и владе, и, комбинацијом мита и преговора успела је да заустави процес. До тада је, међутим, око 58.000 Јевреја већ било депортовано, углавном у Аушвиц. Словачки владини званичници поднели су жалбе против Немачке, када је постало јасно да су многи од раније депортованих словачких Јевреја погубљени у масакрима.
Јеврејске депортације настављене су 30. септембра 1944. године, када је совјетска војска стигла до словачке границе и избијања Словачког националног устанка. Као резултат ових догађаја, Немачка је одлучила да окупира целу Словачку и земља је изгубила независност. Током немачке окупације депортовано је још 13.500 Јевреја, а 5.000 затворено. Депортације су настављене до 31. марта 1945. Свеукупно су немачке и словачке власти депортовале око 70.000 Јевреја из Словачке, око 65.000 њих је убијено или умрло у концентрационим логорима. Свеукупни подаци су нетачни, делом и због тога што се многи Јевреји нису идентификовали, али једна процена из 2006. године је да је приближно 105.000 словачких Јевреја, или 77% њихове предратне популације, умрло током рата.

## СС-ови планови за Словачку
Иако је званична политика нацистичког режима била за независну Словачку Државу која је зависила од Немачке и противила се било каквом припајању словачке територије, СС на челу са Хајнрихом Химлером разматрао је амбициозне могућности популационе политике које се тичу немачке мањине у Словачкој, која је бројала око 130.000 људи. У 1940. Гинтер Панке, шеф СС РуСХА („Канцеларије за трку и насељавање“), отпутовао је на истраживачко путовање у словачке земље у којима су били етнички Немци и известио Химлера да је словачким Немцима угрожен опстанак. Панке је препоручио да се предузму мере за припајање расно вредног дела Словака у немачку мањину и уклањање ромског и јеврејског становништва. Изјавио је да би то било могуће „искључивањем“ мађарске мањине у земљи и насељавањем око 100.000 етничких немачких породица у Словачку. Расно језгро ове политике германизације требало је потећи од Хлинкове гарде, која је у блиској будућности требало да буде даље интегрисана у СС.

## Вође и политичари

### Председник
- Јозеф Тисо (26. октобар 1939 – 4. април 1945)

### Премијер
- Јозеф Тисо (14. март 1939 – 26. октобар 1939)
- Војтех Тука (26. октобар 1939 – 5. септембар 1944)
- Штефан Тисо (5. септембар 1944 – 4. април 1945)

### Команданти немачких окупационих снага
- Готлоб Бергер (29. август 1944 – 20. септембар 1944)
- Херман Хефле (20. септембар 1944 – 3. април 1945)

### Команданти совјетских окупационих снага
- Иван Јефимович Петров (6. август 1944 – 24. март 1945)
- Андреј Јерјоменко (25. април 1945 – јул 1945)

## Крај
После антинацистичког Словачког националног устанка у августу 1944. године, Немци су окупирали земљу (од октобра 1944), која је тиме изгубила већи део своје независности. Немачке трупе су постепено потискиване од стране Црвене армије, и румунских и чехословачких трупа које су долазиле са истока. Ослобођене територије поново су постале де факто део Чехословачке.
Прва Словачка Република престала је да постоји фактички 4. априла 1945. године када је Црвена армија заузела Братиславу и заузела целу Словачку. Дејуре је престала да постоји када је изгнана словачка влада капитулирала пред генералом Валтоном Вокером, који је предводио XX корпус америчке 3. армије, 8. маја 1945. године у аустријском граду Кремшминстеру. У лето 1945, заробљени бивши председник и чланови бивше владе предати су чехословачким властима.
Неколико истакнутих словачких политичара побегло је у неутралне земље. После његовог заточеништва, свргнути председник Јозеф Тисо овластио је бившег министра спољних послова Фердинанда Дурчанског за свог наследника. Тисо је именовао Дурчанског, свог личног секретара Карола Мурина, и рођака Фрању Тисоа за представнике словачке нације, међутим они нису успели да створе владу у егзилу јер их ниједна држава није признала. Педесетих година 20. века са колегама словачким националистима основали су Словачки акциони одбор (касније Словачки одбор за ослобођење) који се неуспешно залагао за обнову независне државе Словачке и обнављање рата против Совјетског Савеза. После распада Чехословачке и стварања Словачке Републике, Словачки одбор за ослобођење прогласио је Тисоово овлашћење застарелим.

## Наслеђе
Неки словачки националисти, попут партије Котлеба, славе 14. март као годишњицу словачке независности, иако је 1. јануар (датум Плишаног развода) званични дан независности. Питање прославе 14. марта поделило је Хришћанско-демократски покрет почетком 1990-их.

## Галерија
- Словачка, 1942.

## Додатни извори
- Nedelsky, Nadya (7. 1. 2003). „The wartime Slovak state: a case study in the relationship between ethnic nationalism and authoritarian patterns of governance”. Nations and Nationalism. 7 (2): 215—234. doi:10.1111/1469-8219.00013.